# ショートリブ

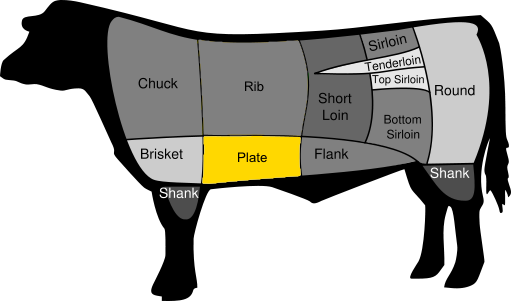
牛肉の部位（USA）
ショートリブはショートプレートの一部

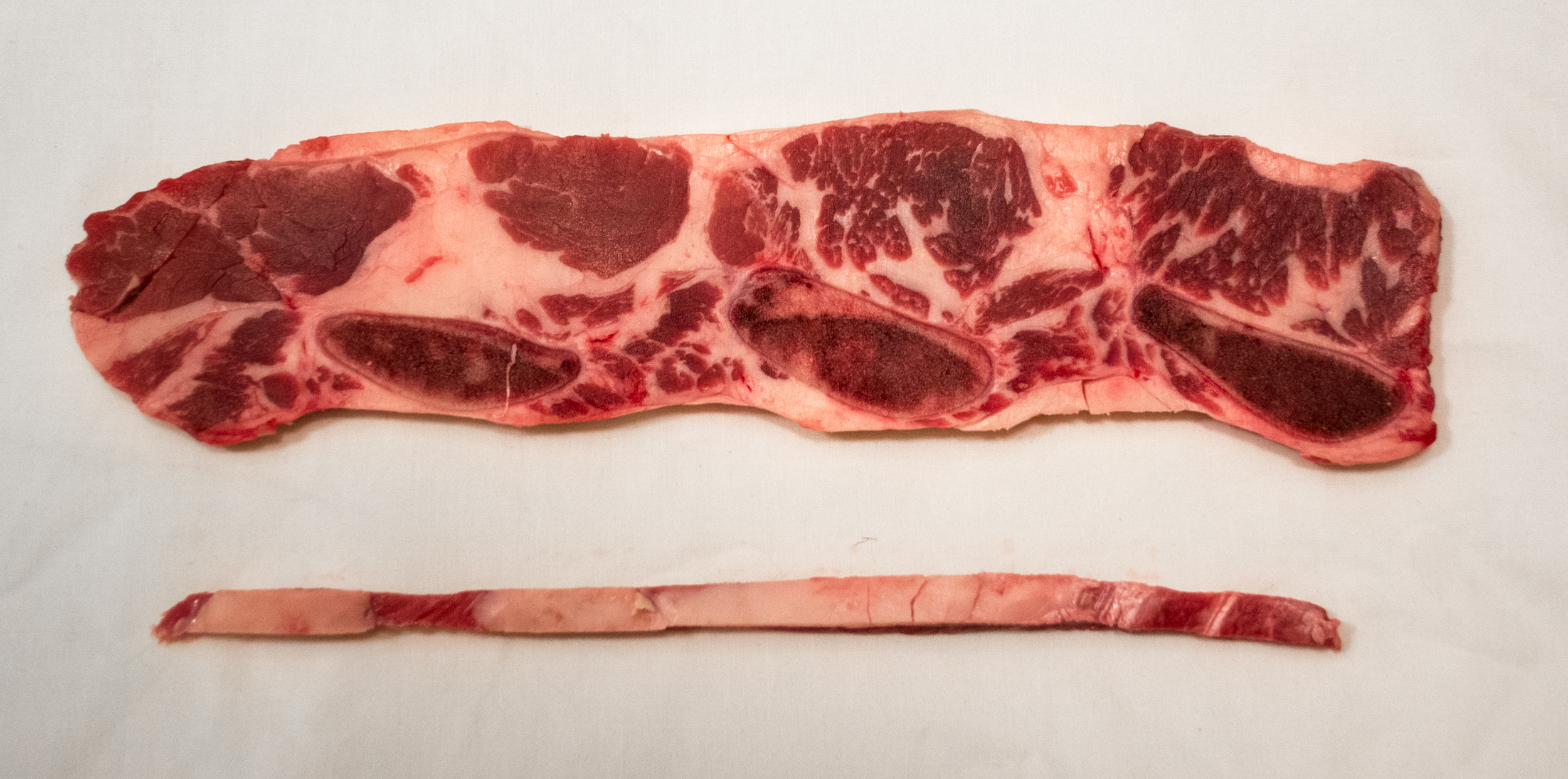
カットされた骨付きショートリブ

ショートリブ（英語: short ribs）は、アメリカ合衆国、カナダ、オーストラリアにおける牛肉の部位の1つ。
日本式の部位ではともばらに含まれる。
赤身肉と脂身が層になっており、サシがよく入るのが特徴となっている。
日本においては、特に骨付きのショートリブを「骨付きカルビ」、「牛のスペアリブ」と呼ぶこともある。なお、「スペアリブ」と呼ぶ場合は、一般的には「豚の骨付ばら肉（肋骨肉）」を指すため、単に「スペアリブ」と呼ばれることはあまりない。